# The Blue Lagoon (restaurant)
The Blue Lagoon is een voormalig  restaurant in het Disneyland Park in Parijs. Het was gebaseerd op het Blue Bayou Restaurant in andere Disneyparken.
Ondanks het feit dat de bezoeker zich bevindt in een grote, afgesloten ruimte, wekt de omgeving de illusie dat hij zich bevindt op een Caribisch strand tijdens de nacht, veroorzaakt door een donker plafond, lichteffecten en toepasselijke geluiden. Het restaurant bevond zich in hetzelfde gebouw als de attractie Pirates of the Caribbean. Als bezoekers in deze attractie zitten, voeren ze eerst langs het restaurant.
Het restaurant was een van de duurste restaurants in het park.
Het restaurant is omgebouwd en hernoemd tot Captain Jacks Restaurant des Piraties.